# Асансол
Асансо́л (бенг. আসানসোল, хинди আসানসোল) — город в индийском штате Западная Бенгалия. Второй по численности населения город штата (после Калькутты), образующий 39-ю по размеру городскую агломерацию Индии. Асансол расположен в округе Бурдван. Асансол входит в сотню наиболее быстро растущих городов мира.

## История
Изначально регион Асансола населяли дравиды и австролоиды. Около двух с половиной тысяч лет назад окрестности города являлись центром развития джайнизма. Предполагается, что последний тиртханкар джайнов, Махавира Вардхамана, жил и работал в районе Асансола. Свидетельством активности джайнов являются джайнские храмы в Бегунии на берегу реки Баракар и в соседнем округе Банкура. В Асансоле сохранился джайнский храм 12-го века, посвящённый 12-му тиртханкару — Васупуджиа.
Позднее, город на протяжении почти тысячи лет входил в состав княжества Вишнупур под управлением династии Малла вплоть до прибытия британцев. Местный диалект и культура до сих пор сохраняют тесные связи с Банкурой и Вишнупуром.
В 1774 году Суэтониусом Нитли и Джоном Самнером были открыты залежи угля в районе Асансола В 1820 году началась регулярная добыча полезных ископаемых. В июле 1863 года до Асансола была продлена железнодорожная ветка Восточно-Индийской железной дороги.
В течение всего XIX и большую часть XX столетия угольные копи Асансола были основным местом добычи угля в стране.

## Физико-географическая характеристика
Асансол расположен в нижней части плато Чхота-Нагпур, большая часть которого расположена в штате Джаркханд. Асансол расположен между реками Дамодар и Аджай.
Для Асансола характерны жаркие и сухие лета и прохладные сухие зимы. Летом ветра «лу» приносят в город сухой и жаркий воздух, температура воздуха превышает 40 °C, зимой температуры могут опускаться ниже 10 °C. Муссонный сезон длится с августа по сентябрь. Согласно классификации климатов Кёппена климат города характеризуется как тропический климат саванн.
| Показатель                    | Янв. | Фев. | Март | Апр. | Май  | Июнь | Июль | Авг. | Сен. | Окт. | Нояб. | Дек. | Год  |
| ----------------------------- | ---- | ---- | ---- | ---- | ---- | ---- | ---- | ---- | ---- | ---- | ----- | ---- | ---- |
| Абсолютный максимум, °C       | 32   | 36   | 41   | 45   | 46   | 47   | 40   | 37   | 38   | 36   | 33    | 31   | 47   |
| Средний суточный максимум, °C | 25,9 | 28,9 | 34,3 | 38,4 | 37,5 | 35,5 | 32,7 | 32,5 | 32,9 | 33,0 | 30,5  | 27,0 | 32   |
| Средняя температура, °C       | 18,1 | 21,0 | 25,9 | 30,2 | 30,7 | 30,1 | 28,4 | 28,1 | 28,2 | 27,0 | 23,3  | 19,0 | 25,8 |
| Средний суточный минимум, °C  | 10,2 | 13,2 | 17,4 | 22,3 | 23,9 | 24,7 | 24,1 | 23,7 | 23,6 | 21,0 | 16,0  | 11,1 | 20   |
| Абсолютный минимум, °C        | 4    | 5    | 7    | 10   | 16   | 18   | 20   | 21   | 21   | 15   | 8     | 4    | 4    |
| Норма осадков, мм             | 10   | 30   | 20   | 20   | 70   | 240  | 340  | 330  | 200  | 110  | 10    | 0    | 1430 |
| Источник:                     |      |      |      |      |      |      |      |      |      |      |       |      |      |